# Аменокаґу (гора)
Аменокаґу (яп. 天香久山, あめのかぐやま, аменокаґу-яма, «гора небесних пахощів») — гора в Японії на території міста Касіхара, в центрально-західній частині префектури Нара. Висота становить 152,4 м.
Разом із горою Унебі та горою Мімінасі належить до так званих «трьох гір Ямато», серед яких є найвищою. Складається з гірської породи габро. Є колишньою частиною гірського масиву Томіне хребта Рюмон, від якого виокремилася в процесі ерозії. На відміну від інщих «гір Ямато» є горою невулканічного походження.
У західного підніжжя гори розташовані руїни Імператорського палацу стародавньої Японської столиці Фудзівара.
Сама гора оспівана в японських стародавніх піснях та переказах, зокрема у творах першої японської поетичної збірки «Манйосю».